# 백무현
백무현(1964년 7월 19일 ~ 2016년 8월 15일)은 대한민국의 만화가이다. 시사만화가로 분류된다.

## 생애
1964년 전라남도 여수시에서 태어났다. 시사를 소재로 한 만화를 그렸다. 2016년 4월 총선에서 전남 여수시 을 더불어민주당 국회의원 후보로 나섰다가 낙선했다. 2016년 8월 15일 같은 해 4월에 판정받은 위암으로 사망하였다.

## 학력
- 여남국민학교 졸업
- 여수중학교 졸업
- 여수고등학교 졸업
- 2009년 ~ 2010년 : 상명대학교 대학원 만화영상학과

## 경력
- 1997년 : 광주전남언론노조협의회 의장
- 1998년 ~ 2012년 : 서울신문 편집위원
- 2012년 : 제18대 대통령 선거 민주통합당 문재인 대통령 후보 선거대책위원회 대변인
- 2014년 : 여수엑스포 홍보대사
- 2015년 : 민주주의 국민행동 서울 공동대표

## 대표작
- 1996년 - 《만화로 보는 한국현대사 1》
- 1996년 - 《만화로 보는 한국현대사 2》
- 1997년 - 《만화로 보는 한국현대사 3》
- 2005년 - 《만화 박정희 1》
- 2005년 - 《만화 박정희 2》
- 2005년 - 《만화 박정희 특가 세트》
- 2007년 - 《만화 전두환 1》
- 2007년 - 《만화 전두환 2》
- 2007년 - 《만화 전두환 세트》
- 2009년 - 《만화 김대중 1》
- 2009년 - 《만화 김대중 2》
- 2009년 - 《만화 김대중 3》
- 2010년 - 《만화 김대중 4》
- 2010년 - 《만화 김대중 5》
- 2010년 - 《만화 김대중 완간 세트》
- 2012년 - 《만화 문재인》
- 2012년 - 《만화 정주영 1》
- 2012년 - 《만화 정주영 2》
- 2015년 - 《만화 노무현 1》
- 2016년 - 《만화 박정희 1》
- 2016년 - 《만화 박정희 2》
- 2016년 - 《만화 박정희 세트》

## 역대 선거 결과
| 실시년도 | 선거   | 대수 | 직책     | 선거구         | 정당         | 득표수   | 득표율          | 순위 | 당락 | 비고 |
| -------- | ------ | ---- | -------- | -------------- | ------------ | -------- | --------------- | ---- | ---- | ---- |
| 2016년   | 총선   | 20대 | 국회의원 | 전남 여수시 을 | 더불어민주당 | 25,021표 | \| \| 36.80% \| | 2위  | 낙선 |      |
|          | 36.80% |      |          |                |              |          |                 |      |      |      |